# Anna Nagata
Anna Nagata (永田杏奈 Nagata Anna?) es una actriz japonesa nacida el 16 de marzo de 1982 en Tokio, Japón.

## Filmografía

### Cine
- Llamada perdida (Chakushin ari) (2003)
- Battle Royale (2000)

### Televisión
- Oishii koroshikata (2006)
- Kamen Rider Kabuto (2006)